# アデマール・ド・モンテイユ

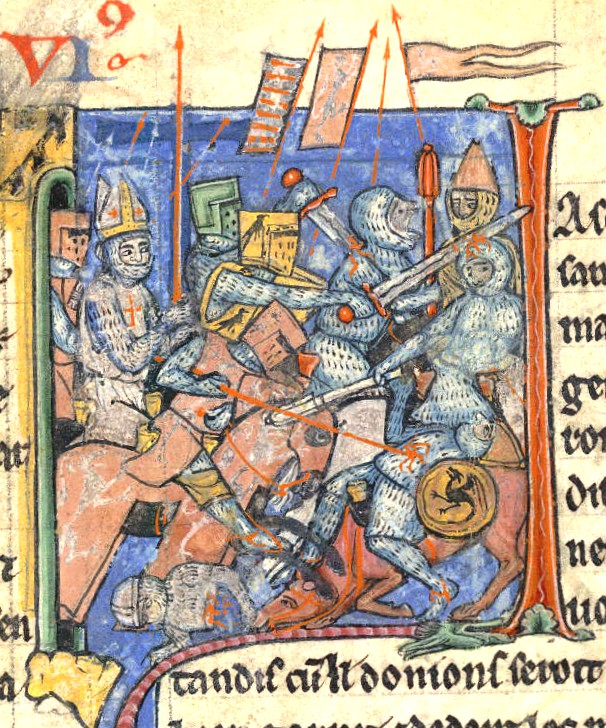
司教アデマールを描いた写本の挿絵。法冠をかぶり聖槍を手に十字軍を指揮する姿で描かれている

アデマール・ド・モンテイユ（Adhemar de Monteil, または Adémar, Aimar, Aelarz という表記もある）は、第1回十字軍における重要人物のひとり。単にアデマール、アデマール司教、もしくはル・ピュイのアデマールとも。南フランスの司教座都市ル・ピュイ＝アン＝ヴレの司教を務めた人物で、十字軍の軍団のまとめ役ともなった。

## 十字軍以前
アデマールはフランス南東部ドーフィネの貴族、モンテイユ領主家（Seigneur de Monteil）に生まれたが生年月日は定かでない。3人息子の長男であったアデマールは、教会に入る前には軍隊にいたと考えられるが、この時期の記録はほとんど存在せず教会に入った理由も定かではない。しかし軍事を知っていたために、後の十字軍において主導的な役目を果たしている。

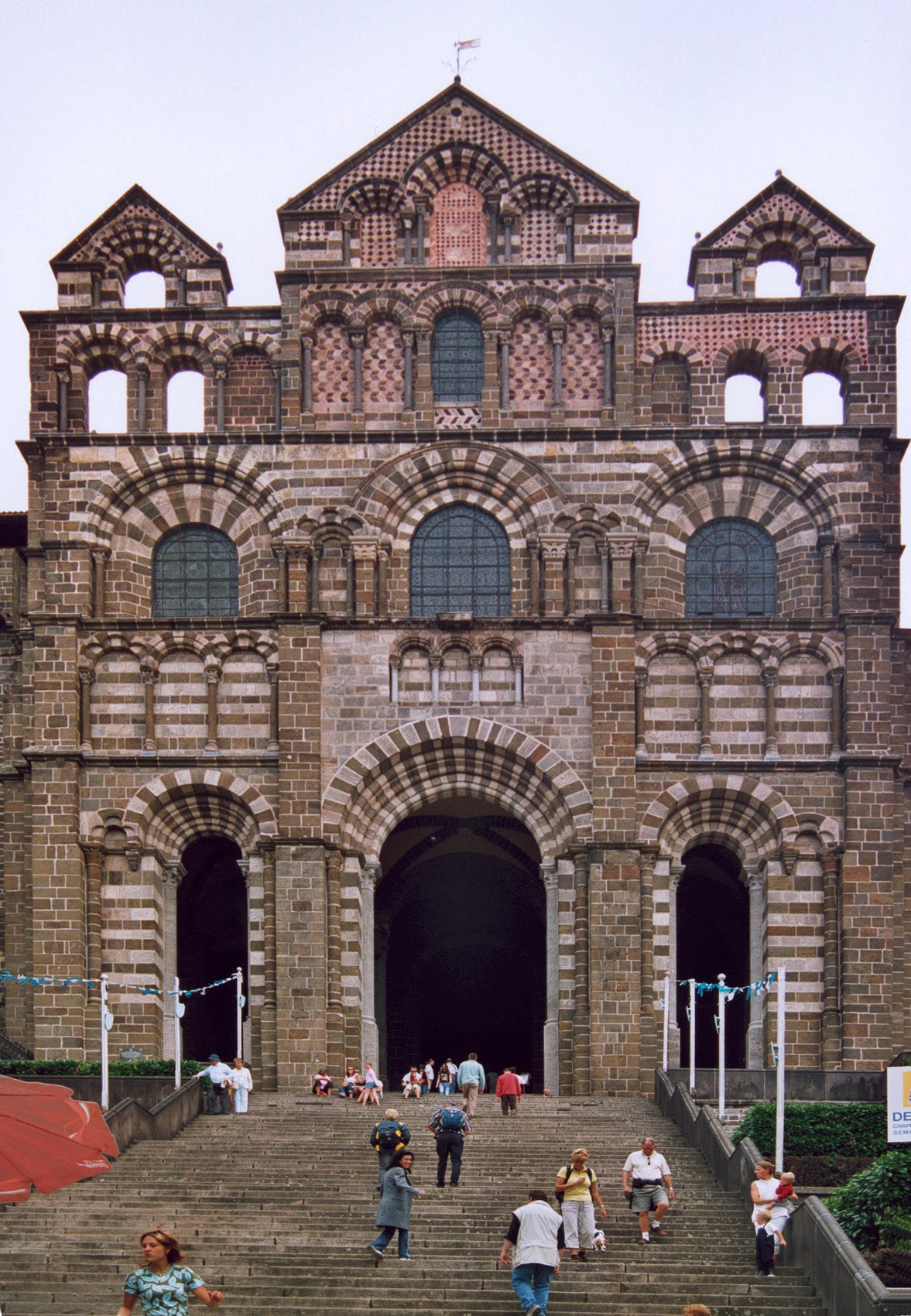
アデマールが司教を務めたル・ピュイの大聖堂

クレルモン＝フェラン大司教およびル・ピュイ＝アン＝ヴレ司教を務めたエティエンヌ・ド・ポリニャック（Etienne de Polignac）が1076年2月に聖職売買により教皇使節（Papal legate）ディのユーグ（Hugues de Die）により破門された。エティエンヌはこれに従わなかったため1077年3月、直接ローマ教皇グレゴリウス7世により破門された。これによりアデマールが新しいル・ピュイ司教に叙任された。アデマールは叙任権闘争を進めるグレゴリウス7世の教会改革を支持する路線をとったが、従来の地元の聖職者たちや有力者のポリニャック家などと厳しく対立し続けた。1086年から1087年にかけてアデマールは巡礼に出かけ不在であったことが様々な記録にあるが、行き先がエルサレムであったと書いているものもあれば行き先について書いていないものもあり断定できない。当時はセルジューク朝がしばしば聖地への巡礼路を封鎖していた。

## 教皇使節への任命
1095年の春から夏にかけて教皇ウルバヌス2世は南仏を精力的に回り、この間に南仏諸侯やアデマールを含む聖職者らと教会改革や聖地遠征への下準備を進めたとみられる。1095年11月、10日間にわたりクレルモン＝フェランで行われたクレルモン教会会議では聖職売買や叙任権などをめぐる懸案が取り上げられた。最終日の11月27日、教皇ウルバヌス2世はセルジューク朝に圧迫される東ローマ帝国の救援と聖地奪還を民衆に呼びかけ、アデマールはこれに熱狂的に応えた。ウルバヌス2世はすぐさま司教アデマールを教皇使節に任命し、聖地に向かう軍の指揮を任せた。以後、十字軍の遠征先において、内輪もめを続ける参加諸侯ではなくアデマールが精神的指導者とみなされることになる。
翌1096年、アデマールは寄付を集める一方、アデマールに続いて聖地奪還の呼びかけに応えた南フランスの有力貴族トゥールーズ伯レーモン4世（レーモン・ド・サン＝ジル）と南仏諸侯軍の統合について話し合いを進めた。こうして1096年10月、プロヴァンス諸侯による十字軍がル・ピュイからコンスタンティノープルに向けて出発した。彼らはアルプス山脈を越えてロンバルディアを経由し、ダルマチアの海岸に沿って南へ進み、東ローマ領のドゥラッツォに入った。ドゥラッツォの知事で皇帝アレクシオス1世コムネノスのいとこでもあったヨハネス・コムネノスがプロヴァンス軍の一行に監視を兼ねて加わったが、コンスタンティノープルへの途中の各地で十字軍と東ローマの間に軋轢が絶えなかった。1097年2月、アデマールはオフリドの近くでラバの背から振り落とされ、金品を奪おうと寄ってきた兵士たちに殴られた。兵士らは仲間によって制止されたが、これ以後アデマールは体調を崩した。3月には前進する軍勢から離れてサロニカ付近で少数の手勢とともに休んだ。
プロヴァンスの軍勢は4月27日に東ローマの首都コンスタンティノープルに到達したが、これまでの東ローマ側との衝突で不信感を抱いていた指導者のレーモン・ド・サン＝ジルは皇帝アレクシオス1世コムネノスに対する臣従の誓いを拒んだ。少し遅れて到着したアデマールはレーモンをなだめ、レーモンはかろうじて皇帝に対し、対立する気も侵略する気もないことを認めた。

## ムスリムとの戦い

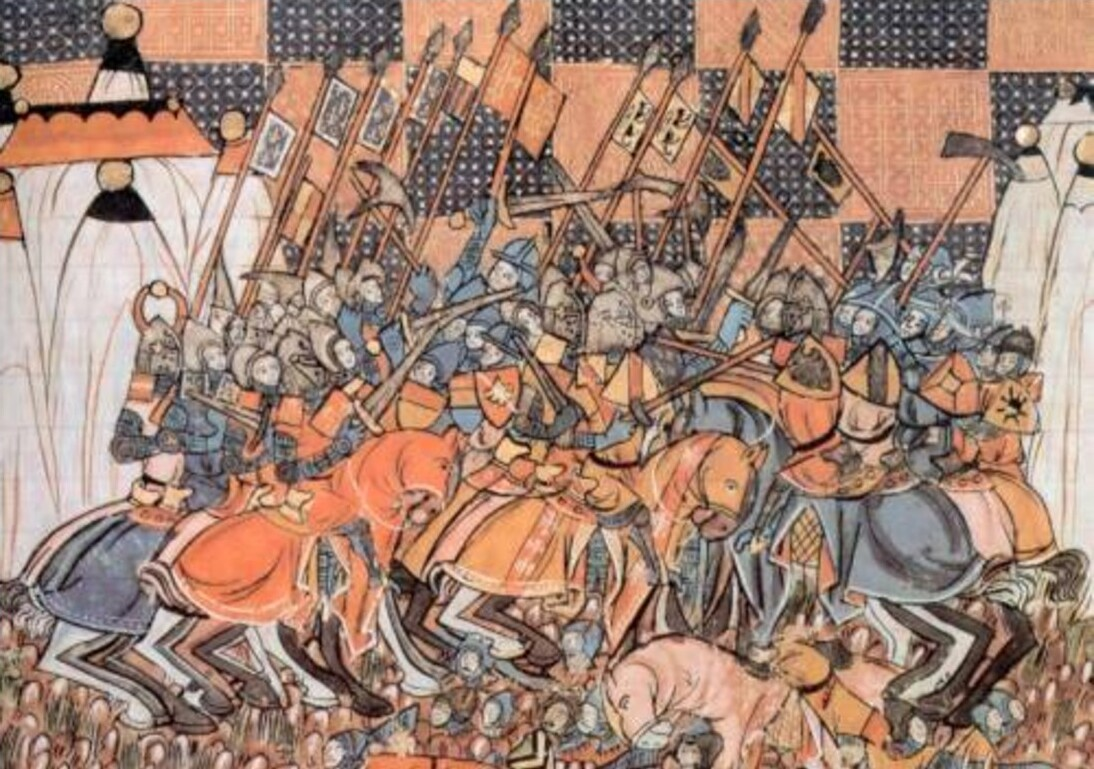
ドリュラエウムの戦い

プロヴァンス諸侯の軍は、南イタリアのノルマン人諸侯の軍や北フランス諸侯の軍とともにボスポラス海峡を渡り、ニカイア攻囲戦を経て小アジアを横断した。6月30日、ドリュラエウムで、ルーム・セルジューク朝のクルチ・アルスラーン1世らの軍勢がノルマン人諸侯軍を包囲したが、アデマールは軍勢を率いて救援に駆けつけ、テュルク諸侯軍を撃破するという重要な活躍を行っている（ドリュラエウムの戦い）。

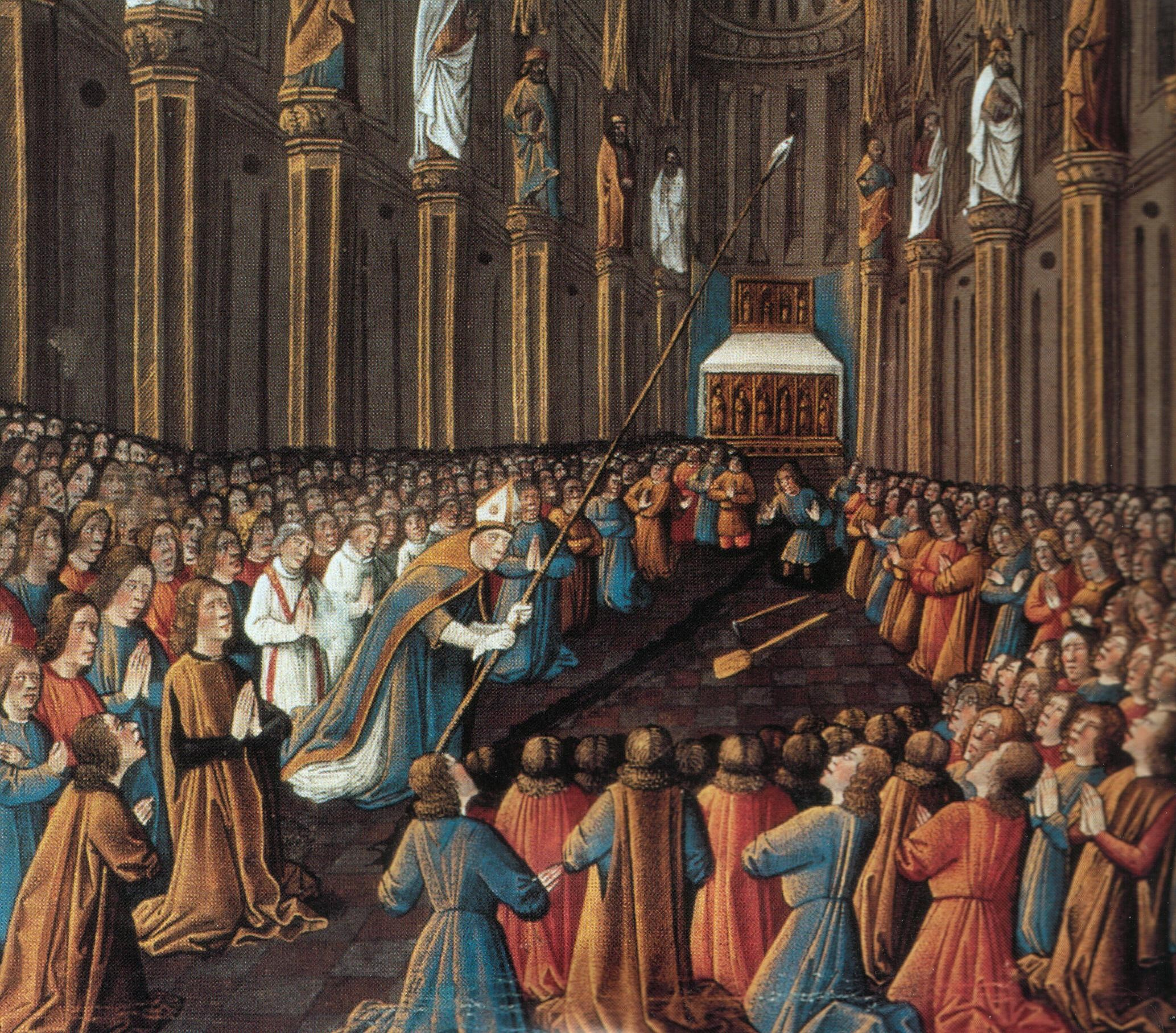
15世紀の写本より、アンティオキアでの聖槍の発見

さらに1097年10月20日から1098年6月まで8か月にわたり続いたアンティオキア攻囲戦において、飢餓や疾病で苦しみ、地震やオーロラ出現におびえ、長引く戦いに士気が落ちる十字軍兵士に対し、アデマールは断食をおこなったり祭日の儀式を執り行うなど士気の維持に努めた。また諸侯による軍議も、主にアデマールのいる幕舎で行われた。アンティオキアの陥落後、十字軍は応援に駆け付けたモースルの領主ケルボガ（カルブーカ）の軍勢に逆に包囲されてしまったが、アデマールは街の通りを周る行進を組織し、家々の門を閉ざし、パニックを起こし始めた十字軍兵士が街の略奪を始めるのを防いだ。
包囲されている間、十字軍に加わっていた修道士ペトルス・バルトロメオという人物が、夢にイエス・キリストが現れその教えにしたがい地中から聖槍を発見したと言い出して兵士たちの間に熱狂的な反応を引き起こしたことに対し、アデマールは聖槍のような聖遺物はすでにコンスタンティノープルに納められているのでこんな場所で見つかるなどとは笑止千万、として非常に懐疑的に見ていたが、士気の向上につながるのならばと熱狂に水を差さないでおいた。
1098年6月28日に十字軍は聖槍を先頭に城外に出撃し、アデマールも軍勢を率いて城外のケルボガらの宿営へ突撃した。ケルボガ軍による包囲を打ち破った後、アデマールは、今後のアンティオキアの所有権をめぐる見解の相違や十字軍に参加する諸侯同士の主導権争い、特にタラント公ボエモンとレーモン・ド・サン＝ジルとのいさかいを治めるために会議を開いたが対立は鎮まらなかった。しかしアンティオキア攻囲戦が終わって間もない1098年8月1日、アデマールはおそらくチフスにかかり病没してしまう。

## アデマール死後の十字軍
軍勢は指導者の一人アデマールを失い諸侯の対立が治まらず、食糧不足のためエルサレムへの前進は止まってしまった。他の諸侯とは違いアデマールに対しては表だって対立する者もいなかったこともあり、精神的指導者アデマールの不在は十字軍の指揮系統にとって大きな打撃となった。下級兵士たちはなおアデマールが指導者であったと考え続け、後の1099年のエルサレム攻囲戦においては、「アデマールの霊が現われて城壁の周りを行進せよと教えた」と主張する兵もいた。実際に城壁の周りを回った軍勢は途中で城壁の弱点を発見し、そこからエルサレムは陥落する。